# Nikolai Kovsh
Nikolay Petrovich Kovsh (em russo:  Николай Петрович Ковш; 22 de janeiro de 1965) é um ex-ciclista da União Soviética.
Competiu em duas edições dos Jogos Olímpicos (Seul 1988 e Barcelona 1992), dos quais conquistou a medalha de prata na prova de velocidade em 1988 pela equipe soviética.